# Prescrição intercorrente
Prescrição intercorrente, subsequente ou superveniente, é a modalidade de prescrição da pretensão punitiva do Estado, ao qual já há sentença condenatória, mas esta ainda não transitou em julgado para a defesa, isto é, ainda cabe recurso à sentença. Sua previsão legal tem como base o Código Penal Brasileiro, em seu art. 110, §1º "A prescrição, depois da sentença condenatória com trânsito em julgado para a acusação ou depois de improvido seu recurso, regula-se pela pena aplicada, não podendo, em nenhuma hipótese, ter por termo inicial data anterior à da denúncia ou queixa. (Redação dada pela Lei nº 12.234, de 2010)".
O dia a quo dessa prescrição é o dia da publicação da sentença condenatória e o dia ad quem é o trânsito em julgado para a defesa, quando não cabe mais nenhum tipo de recurso para defesa. Essa prescrição é computada pela pena fixada na sentença e seu prazo é o mesmo da tabela do artigo 109 do CP.
Exemplo ilustrativo: "pena aplicada de 2 anos por furto, da qual recorre apenas a defesa. Se a sentença não transitar em julgado em menos de 4 anos, prescreve. Entretanto, se o Ministério Público recorrer, mas tiver insucesso no seu apelo, o prazo para a prescrição intercorrente corre da mesma forma, tal como se não tivesse havido o recurso."
Geralmente, esta prescrição ocorre durante a tramitação do recurso especial ou extraordinário. Essa prescrição tem como destinatário o tribunal – se o tribunal demorar muito para julgar o recurso irá prescrever.
A análise da prescrição superveniente depende do trânsito em julgado para a acusação ou quando improvido seu recurso, pois caso o recurso da acusação seja provido, não ocorrerá a prescrição intercorrente. Ocorre o trânsito em julgado da sentença para a acusação quando esta não interpõe recurso no prazo, ou seu recurso é improvido. Esta prescrição será aplicada na pendência de julgamento do recurso da defesa. Ocorrerá a prescrição se o Estado não apreciar em tempo hábil o recurso da defesa.
Em suma; na prescrição intercorrente, subespécie da prescrição da pretensão punitiva (art. 110, § 1º, CP), que ocorre depois da sentença de primeiro grau, transitada em julgado apenas para a acusação ou depois de improvido o seu recurso, o prazo prescricional é contado para frente (ex nunc), baseado na pena fixada em concreto.